# Джонатан Келлерман
Джонатан Келлерман (англ. Jonathan Kellerman; нар. 9 серпня 1949, Нью-Йорк, США) — американський письменник детективного жанру, психолог за фахом. Отримав престижні літературні премії Едгара По і Ентоні. Найвідоміший своїми популярними романами з головним персонажем Алексом Делавером, дитячим психологом, який консультує відділ поліції Лос-Анджелеса.
Поряд із «Алфавітною серією» Сью Графтон, ця серія романів Келлермана є однією з найтриваліших у літературному жанрі.

## Біографія
Народився у Нью-Йорку, син Девіда Келлермана, інженера космічної галузі та винахідника, та Сильвії, керівника офісу. Сім'я переїхала до Лос-Анджелеса, коли Джонатану було дев'ять років. Під час навчання в коледжі був карикатуристом, ілюстратором, журналістом і редактором, а також викладав гру на гітару.
Джонатан Келлерман живе в Лос-Анджелесі разом зі своєю дружиною Фей Келлерман, яка також є письменницею, що має в здобутку бестселери. У них четверо дітей. Їхній найстаріший син Джессі Келлерман — прозаїк і драматург, який отримав літературні нагороди. Їхня наймолодша дочка Аліза Келлерман разом зі своєю матір'ю написала «Призму» — роман для підлітків, опублікований у 2009 році.

### Медична діяльність
Закінчив університет Південної Каліфорнії, отримавши ступінь доктора психології, і почав працювати штатним психологом у Медичній школі Кека цього університету, де з часом став дійсним клінічним професором педіатрії. Став директором-засновником психосоціальної програми відділу гематології та онкології. Початковим напрямком діяльності Келлермана було проведення досліджень щодо наслідків психологічної ізоляції в палатах, які не містять мікроорганізмів, на емоційний та інтелектуальний розвиток дітей, хворих на рак. Одночасно йому було призначено мінімізувати руйнівні наслідки такого інтенсивного лікування раку шляхом розробки мультидисциплінарного клінічного підходу. Успіх цієї роботи призвів до розширення психосоціальних служб для всіх онкологічних хворих, і програма, яку розробив Келлерман з його співробітниками, стала першою у світі спробою надати всебічну систематичну емоційну підтримку онкологічним хворим дітям та їхнім сім'ям. Вона послужила шаблоном для того, що зараз вважається належним доглядом. Досвід Келлермана дав йому змогу опублікувати свою першу медичну книгу «Психологічні аспекти раку в дитинстві» в 1980 році. Він сам пережив рак щитоподібної залози. Під час роботи в закладі він також проводив дослідження та публікувався по впливу хвороби у підлітковому віці, спілкування, пов'язаного із захворюваннями, та його впливу на емоційну перебудову, управління дитячим болем, розлади сну та тривоги, лікування дитячого енкопрезу та нейропсихологічні наслідки хіміотерапії, рентгенівського опромінення центральної нервової системи.
Він відкрив приватну практику на початку 1980-х років. Джонатан Келлерман публічно висловився проти того, що він називає «помилковим» випуском тяжко психічно хворих людей до громади, де вони повинні самостійно боротися, а не отримувати належний догляд. Він заявив, що такі хворі повинні отримувати консультативну допомогу та психотерапію, а також ліки, на відміну від сучасної моделі, коли хворі отримують лише ліки і взагалі ніякої іншої допомоги.

### Філантропія
Десятиліття благодійності Фей і Джонатана Келлермана включають численні внески у дитячу лікарню Лос-Анджелеса, відділ гематології-онкології. Там щорічна лекція була названа на честь Джонатана, а також його ім'ям кафедра психології у музичній школі Торнтона. Вони також внесли свій внесок у численні навчальні заклади, відділ музичних інструментів Метрополітен-музею, Музей Окіфе в Джорджії та Фестиваль камерної музики в Санта-Фе.

### Літературна діяльність
Келлерман почав вночі писати романи у своєму гаражі. Його перший опублікований роман «Коли сук ламається» з'явився в 1985 році, через багато років поневірянь опісля написання та численних відхилень твору у різних видавництвах. Він написав ще п'ять романів, продовжуючи працювати психологом.
Типовим прикладом творчості Келлермана є роман «Нічні переїзди» (2018), в якому описана загадкова ситуація. Як і чому безлике, безруке тіло вбитого чоловіка потрапило до будинку заміської родини? Цю людину явно вбили в іншому місці. У будинку не знайдено жодних ознак крові чи насильства. Алекс Делавер та його партнер-детектив Міло Стерджис зіткнулися з жахливою родиною. Незабаром трапляється чергове вбивство, і зрозуміло, що в цьому заміському будинку є безліч підозрілих персонажів, секретів та обману. Роман стає інтригою, коли Алекс і Майло розплутують сплутану павутину жадібності та зради.

## Твори

### Серія Алекса Делавера
- When the Bough Breaks[en] (у Великій Британії вийшов під назвою Shrunken Heads) (Коли сук ламається / Зменшені голови) (1985) (нагороджений преміями Едгара По та Ентоні);
- Blood Test[en] (Тест крові) (1986);
- Over the Edge (Над краєм) (1987);
- Silent Partner (Мовчазний партнер) (1989);
- Time Bomb (Бомба з часовим механізмом) (1990);
- Private Eyes (Очі приватного детектива) (1992);
- Devil's Waltz (Вальс диявола) (1992);
- Bad Love (Погана любов) (1994);
- Self-Defense (Самооборона) (1995);
- The Web (Павутиння) (1995);
- The Clinic (Клініка) (1996);
- Survival of the Fittest[en] (Виживання найсильніших) (1997);
- Monster[en] (Монстр) (1999);
- Dr. Death (Доктор Смерть) (2000);
- Flesh and Blood[en] (Плоть і кров) (2001);
- The Murder Book[en] (Вбивча книга) (2002);
- A Cold Heart (Холодне серце) (2003);
- Therapy[en] (Терапія) (2004);
- Rage (Лють) (2005);
- Gone[en] (Пропав) (2006);
- Obsession (Одержимість) (2007);
- Compulsion (Примус) (2008);
- Bones (Кістки) (2008);
- Evidence (Докази) (2009);
- Deception (Обман) (2010);
- Mystery (Загадка) (2011);
- Victims (Жертви) (2012);
- Guilt (Провина) (2013);
- Killer (Вбивця) (2014);
- Motive (Мотив) (2015);
- Breakdown (Аварія) (2016);
- Heartbreak Hotel (Готель розбитого серця) (2017);
- Night Moves (Нічні переїзди) (2018);
- The Wedding Guest (Весільний гість) (2019);
- The Museum of Desire (Музей бажань) (2020).

### Серія Петри Коннор
- Billy Straight (Біллі Стрейт / Правильний) (1998);
- «A Cold Heart» («Холодне серце») (2003) (у романі діє ще й Алекс Делавер);
- Twisted (Кручений) (2004).

### Серія Якоба Лева (у співавторстві з Джессом Келлерманом)
- The Golem of Hollywood (Голем Голлівуда) (2014);
- The Golem of Paris (Голем Парижа) (2015).

### Серія Клея Едісона (у співавторстві з Джессом Келлерманом)
- Crime Scene (Місце злочину) (2017);
- A Measure of Darkness (Міра темряви) (2018);
- Half Moon Bay / Lost Souls (Бухта півмісяця / Загублені душі) (2020).

### Позасерійні романи
- The Butcher's Theater (Театр м'ясника) (1988);
- The Conspiracy Club (Конспіративний клуб) (2003);
- Double Homicide (Подвійне вбивство) (2005) (разом з Фей Келлерман);
- Capital Crimes (Капітальні злочини) (2007) (разом з Фей Келлерман);
- True Detectives (Справжні детективи) (2009);
- The Right Thing to Do (Правильна справа) (2015) (електронна книга);
- The Murderer's Daughter (Дочка вбивці) 2015).

### Нехудожні твори
- Psychological Aspects of Childhood Cancer. 1980. Springfield, Illinois: C.C.Thomas. ISBN 9780398039899. / Психологічні аспекти раку у дітей
- Helping the Fearful Child. 1980. New York: Norton. ISBN 9780393013924. / Допомога дитині, яка переповнена жахами
- Savage Spawn: Reflections on Violent Children. 1999. New York: Ballantine Publishing Group. ISBN 9780345429391. / Дика малеча: Роздуми про дітей, що були піддані насиллю
- The Best American Crime Reporting, 2008. New York: Harper Perennial. ISBN 9780061490835 (разом з Томасом Куком і Отто Пензлером). / Кращий американський кримінальний репортах 2008 року
- With Strings Attached: the Art and Beauty of Vintage Guitars. 2008. New York: Ballantine Books. ISBN 9780345499783. / Із прикрученими струнами: Мистецтво та краса старовинних гітар